# فرودگاه بین‌المللی آستین
فرودگاه بین‌المللی آستین (به انگلیسی: Austin-Bergstrom International Airport) یک فرودگاه همگانی بهره‌برداری هوایی (۲۰۰۸) با کد یاتا AUS است که یک باند فرود بتن دارد و طول باند آن ۲۷۴۳ متر است. این فرودگاه در شهر آستین، تگزاس کشور ایالات متحده آمریکا قرار دارد و در ارتفاع ۱۶۵ متری از سطح دریا واقع شده‌است.

## خطوط هوایی و مسیرها
| شرکت‌های هواپیمایی   | مقصدهای پروازی |
| ------------------- | --- |
| ایر کانادا          | تورنتو |
| آلاسکا ایرلاینز     | سیتل-تاکوما |
| الیجنت ایر          | لاس وگاس، ممفیس (از ۱ ژوئیه، ۲۰۱۵)، اورلاندو-سانفورد |
| امریکن ایرلاینز     | شیکاگو-اوهر، دالاس – فورت ورث، لس‌آنجلس، مایامی، نیویورک-کندی |
| امریکن ایگل         | شیکاگو – اوهر |
| بریتیش ایرویز       | لندن – هیثرو |
| برنسن ایر اکسپرس    | برنسون (میزوری) |
| كوندور فلوگدینست    | فرانكفورت (از ۲۷ ماه ژوئیه، ۲۰۱۵) |
| دلتا ایرلاینز       | آتلانتا، مینیاپولیس – سنت پل، نیویورک–کندی فصلی: دیترویت، سالت‌لیک‌سیتی |
| دلتا کنکشن          | دیترویت، لس‌آنجلس، مینیاپولیس – سنت پل، سالت‌لیک‌سیتی، فصلی: اورلاندو |
| فرانتیر ایرلاینز    | آتلانتا، دنور، لاس وگاس |
| جت‌بلو               | فورت لادرداله، بوستون، نیویورک–کندی، لانگ بیچ (کالیفرنیا)، اورلاندو |
| ساوت‌وست ایرلاینز    | آتلانتا، بالتیمور – واشینگتن، شیکاگو – میدوی، داس – لاو، دنور، ال پاسو، فورت لادرداله، هارلینجن، هیوستون – هابی، لاس وگاس، لس‌آنجلس، لباک، نشویل، نیوآرک، نیواورلئان، اورانج کاونتی (کالیفرنیا)، اولند، اورلاندو، فینکس، سان خوزه (کالیفرنیا)، سن دیه‌گو، سنت لوی، تمپا، واشنگتن – ملی، فصلی: کانکون، پورتلند، لوس کابوس |
| تگزاس آسمان ایرویز  | دالاس / فورت ورث، ویکتوریا |
| یونایتد ایرلاینز    | سیکاگو – اوهر، دنور، هیوستون – بین‌قاره، نیوآرک، سانفرانسیسکو فصلی: کانکون، لوس کابوس، واشینگتن – دالس |
| یونایتد اکسپرس      | شیکاگو –اوهر، دنور، هیوستون – بین‌قاره، نیوآرک، لس‌آنجلس، سانفرانسیسکو، واشینگتن – دالس |
| یو اس ایرویز        | فیلادلفیا، فینکس فصلی: شارلوت |
| یو اس ایرویز اکسپرس | شارلوت، فینکس |
| ویرجین امریکا       | داس – لاو، سانفرانسیسکو |

## شرکت‌های هواپیمایی و مقصدهای پروازی

### مسافری
Austin–Bergstrom International Airport's 16 commercial airlines and-or their regional partners serve 67 destinations in North America and Europe.
| شرکت‌های هواپیمایی                          | مقصدهای پروازی | Refs   |
| ------------------------------------------ | --- | ------ |
| آئرومکزیکو کانکت                           | مکزیکو سیتی | [ ۳ ]  |
| Air Canada Express                         | پیرسون تورنتو | [ ۴ ]  |
| آلاسکا ایرلاینز                            | پورتلند (آغاز از ۲۷ اوت ۲۰۱۷), سیاتل-تاکوما | [ ۵ ]  |
| آلاسکا ایرلاینز اجرا توسط اسکای‌وست         | پورتلند (پایان در ۲۶ اوت ۲۰۱۷), سن دیه‌گو (آغاز از ۲۷ اوت ۲۰۱۷)، سان خوزه (آغاز از ۲۸ اوت ۲۰۱۷) | [ ۵ ]  |
| الیجنت ایر                                 | آلبوکرکی، سینسیناتی/کنتاکی شمالی، کلیولند هاپکینز، ایندیاناپلیس، مک‌کاران، ممفیس، اورلندو سنفورد، پیتسبورگ، سن پترزبورگ-کلیرواتر فصلی: منطقه‌ای نورث‌وست | [ ۸ ]  |
| امریکن ایرلاینز                            | شارلوت داگلاس، اوهر شیکاگو، دالاس-فورت ورث، لس‌آنجلس، جان اف کندی، فیلادلفیا، فینکس اسکای هاربر | [ ۹ ]  |
| امریکن ایگل                                | شارلوت داگلاس، میامی، فینکس اسکای هاربر Seasonal: لس‌آنجلس | [ ۹ ]  |
| بریتیش ایرویز                              | هیترو لندن | [ ۱۰ ] |
| کوندور فلوگدینست                           | فصلی: فرانکفورت | [ ۱۱ ] |
| دلتا ایرلاینز                              | هارتسفیلد-جکسون آتلانتا، لوگان (آغاز از ۱۱ سپتامبر ۲۰۱۷), متروپولیتن شهرستان وین دیترویت، لس‌آنجلس، مینیاپولیس−سنت پل، جان اف کندی، رالی-دورهام (آغاز از ۲ مارس ۲۰۱۸), سالت‌لیک‌سیتی، سیاتل-تاکوما | [ ۱۳ ] |
| دلتا کانکشن                                | متروپولیتن شهرستان وین دیترویت، لس‌آنجلس، مینیاپولیس−سنت پل، رالی-دورهام (پایان در ۱ مارس ۲۰۱۸), سالت‌لیک‌سیتی | [ ۱۳ ] |
| فرانتیر ایرلاینز                           | اوهر شیکاگو, دنور، مک‌کاران، لوئیز آرمسترانگ نیو اورلنان (آغاز از ۵ اکتبر ۲۰۱۷), انتاریو (آغاز از ۱۲ اکتبر ۲۰۱۷), اورلاندو، فینکس اسکای هاربر (آغاز از ۱۱ اکتبر ۲۰۱۷), رالی-دورهام (آغاز از ۵ اکتبر ۲۰۱۷), سن دیه‌گو، دالس واشینگتن فصلی: هارتسفیلد-جکسون آتلانتا، فیلادلفیا | [ ۱۵ ] |
| جت‌بلو                                      | لوگان، فورت لادردیل–هالیوود، لانگ بیچ، جان اف کندی، اورلاندو | [ ۱۶ ] |
| نروجین ایر شاتل اجرا توسط نروجین لانگ هاول | گاتویک (آغاز از ۲۷ مارس ۲۰۱۸) | [ ۱۸ ] |
| ساوت‌وست ایرلاینز                           | هارتسفیلد-جکسون آتلانتا، ثرگود مارشال بالتیمور واشینگتن، لوگان، کانکون، کینتانا رو، میدوی شیکاگو، دالاس لاو، دنور، ال پاسو، فورت لادردیل–هالیوود، ولی، ویلیام پی. هابی، کانزاس‌سیتی، مک‌کاران، لس‌آنجلس، لوبوک پرستون اسمیت، نشویل، لیبرتی نیوآرک، لوئیز آرمسترانگ نیو اورلنان، اوکلند، اورلاندو، فینکس اسکای هاربر، لامبرت-ست لوی، سن دیه‌گو، سان خوزه، سیاتل-تاکوما (پایان در ۵ ژانویه ۲۰۱۸), تمپا، ملی رونالد ریگان واشینگتن فصلی: آلبوکرکی، ممفیس، پورتلند، پنساکولا، نورث‌وست، لوس کابوس | [ ۱۹ ] |
| Sun Country Airlines                       | فصلی: مینیاپولیس−سنت پل (آغاز از ۳ سپتامبر ۲۰۱۷) | [ ۲۱ ] |
| یونایتد ایرلاینز                           | اوهر شیکاگو، دنور، جرج بوش، لیبرتی نیوآرک، سانفرانسیسکو، دالس واشینگتن فصلی: کانکون، کینتانا رو، لس‌آنجلس | [ ۲۲ ] |
| یونایتد اکسپرس                             | اوهر شیکاگو، دنور، جرج بوش، لیبرتی نیوآرک، لس‌آنجلس، سانفرانسیسکو، دالس واشینگتن | [ ۲۲ ] |
| Vacation Express اجرا توسط Swift Air       | چارتر فصلی: پونتا کانا (آغاز از ۲۸ مه ۲۰۱۸) | [ ۲۳ ] |
| ViaAir                                     | فصلی: برانسون، یمپا ولی (آغاز از ۱۳ دسامبر ۲۰۱۷) | [ ۲۵ ] |
| ویرجین آمریکا                              | سانفرانسیسکو | [ ۲۶ ] |
| Volaris                                    | دن میگوئل هیدالگو وای کوستیا | [ ۲۷ ] |

### باری
While ABIA opened to passenger traffic in 1999, cargo operations began two years earlier in 1997. 2015 air cargo totaled 157,484,666 lbs., up 1% compared to 2014. International air cargo totaled ۱۹٬۵۸۸٬۰۰۱ پوند (۸٬۸۸۴٫۹۶۸ تن)., down 1% and belly freight totaled ۱۶٬۳۰۰٬۰۰۰ پوند (۷٬۴۰۰ تن), down 3.5%. Federal Express carried ۸۵٬۱۰۰٬۰۰۰ پوند (۳۸٬۶۰۰ تن)., down 6.5%; and United Parcel Service carried ۳۰٬۱۰۰٬۰۰۰ پوند (۱۳٬۷۰۰ تن), up 0.3%. The Austin area is served by the cargo carriers بارون اوییشن سرویسز، فدکس اکسپرس، یوپی‌اس ایرلاینز and دی‌اچ‌ال اوییشن. The arrival of British Airways at ABIA in 2014 has been credited with reinvigorating international cargo traffic at ABIA, with international cargo expanding over 200% in the flight's first month of operation. International cargo rates for January–June 2014 showed an 87% increase over the same period in 2013.
| شرکت‌های هواپیمایی                         | مقصدهای پروازی                                     |
| ----------------------------------------- | -------------------------------------------------- |
| دی‌اچ‌ال اوییشن اجرا توسط اطلس ایر          | سینسیناتی/کنتاکی شمالی                             |
| دی‌اچ‌ال اوییشن اجرا توسط کالیتا چارترز     | سینسیناتی/کنتاکی شمالی                             |
| فدکس اکسپرس                               | ال پاسو، ممفیس                                     |
| فدکس اکسپرس اجرا توسط بارون اوییشن سرویسز | منطقه‌ای براونوود، فوت ورث الاینس، منطقه‌ای سن آنجلو |
| یوپی‌اس ایرلاینز                           | لوئیویل، ژنرال ماریانو اسکبیدو                     |